# Habasch al-Hasib al-Marwazi
Habasch al-Hasib al-Marwazi (arabisch حبش الحاسب المروزي, DMG Ḥabaš al-Ḥāsib al-Marwazī, eigentlich Ahmad ibn Abdallah al-Marwazi / أحمد بن عبد الله المروزي / Aḥmad b. ʿAbd Allāh al-Marwazī) (* in Merw wahrscheinlich vor 796; † nach 869 wahrscheinlich in Samarra), war ein persischer Mathematiker, Astronom und Geograph.

## Leben
Er wirkte unter den Kalifen al-Ma'mūn (um 830 Gründer des Hauses der Weisheit in Bagdad) und dessen Nachfolger al-Mu'tasim bi-'llāh, zuerst in Bagdad und eventuell Damaskus, später in Samarra (das 838 Hauptstadt der Abbasiden-Dynastie wurde). Die genauen Lebensdaten sind nicht bekannt, doch starb er nach Ibn an-Nadim (gestorben 995) mit über 100 Jahren. Die früheste Nachricht über ihn ist vom ägyptischen Astronomen Ibn Yunus überliefert, der von einer Beobachtung von al-Marwazi 829/830 in Bagdad berichtet. Habasch al-Hasib bedeutet Habasch der Rechner (gemeint ist theoretische Astronomie).
Er schrieb zwei astronomische Handbücher (Zīdsch), die noch keinen ptolemäischen Einfluss zeigen (eines ist in der indischen Sindhind Tradition und der von Muhammad ibn Ibrahim al-Fazarhi und al-Chwarizmi) und deshalb wohl vor der Zeit um 830 entstanden, als der Kalif in Bagdad eine Gruppe von Astronomen berief (Ashab al-Mumtahan), die die Parameter des Ptolemäischen Systems überprüfen sollten. Al-Marwazi gehörte ihr zwar nach eigenen Angaben nicht direkt an, stellte aber in diesem Rahmen Beobachtungen an und stellte die Ergebnisse nach dem Tod von al-Mamun in einem dritten, ptolemäisch geprägten astronomischen Handbuch dar, dem einzigen von ihm erhaltenen Zīdsch. Aus der spätesten dort verzeichneten Beobachtung (15. September 869) ergibt sich, dass er erst nach 869 starb (und sein Hauptwerk auch erst danach vollendete). Nimmt man an, dass er damals nicht älter als 75 Jahre war, ist er vor 796 geboren. Seine Lebensspanne ist also etwa gleich der von al-Kindī und Albumasar. Mit den Untersuchungen der Schule von Bagdad setzte sich in der islamischen Welt das antike ptolemäische astronomische System gegen das persische und indische durch. Es ist auch das früheste eigenständige erhaltene astronomische Handbuch aus der islamischen Welt, das dem Ptolemäischen System folgt. Er verbesserte aber die Parameter des Ptolemäus und führte eigene Rechenmethoden ein (wahrscheinlich von indischen Quellen beeinflusst). Von besonderer Bedeutung sind seine trigonometrischen Tafeln. Er stellte als erster Tangens und Kotangens Tafeln auf, die bei den Arabern über die Schattenlänge von Sonnenuhren (mit horizontalem Stab an einer senkrechten Wand bzw. senkrechtem Stab auf der Ebene) definiert waren. Außerdem berechnete er genaue Sinus-Tafeln (im Abstand von 1 Grad bis auf drei Dezimalstellen).
Handschriften seines Hauptwerks sind in Istanbul und Berlin. Daneben sind kleinere Werke erhalten:
- Das Buch der Körper und Abstände, in der er unter anderem eine Expedition zur Bestimmung des Erdradius beschreibt.[3] Es werden auch Angaben zu Durchmessern und Abständen von Sonne und Mond gemacht.
- ein Buch über die Konstruktion eines melonenförmigen Astrolabium.[4]
- ein Manuskript über ein originelles Instrument zur Bestimmung der Sternzeit[5].
- Werke über das sphärische Astrolabium, die Armillarsphäre und den Himmelsglobus.

Er gab eine graphische Konstruktion der Richtungsbestimmung nach Mekka (Analemma-Konstruktion), erhalten in einem Brief von al-Bīrūnī und im Hauptwerk (Zīdsch) von al-Marwazi.